# Miro Kovač
Miro Kovač (ur. 20 września 1968 w Splicie) – chorwacki dyplomata i polityk, parlamentarzysta, w 2016 minister spraw zagranicznych.

## Życiorys
Absolwent Université Sorbonne-Nouvelle. W 1995 podjął pracę w kancelarii prezydenta Chorwacji. Początkowo zatrudniony w departamencie informacji, od 1999 był asystentem doradcy do spraw integracji euroatlantyckiej. Od 2001 związany z dyplomacją, objął funkcję radcy w ambasadzie w Brukseli, a następnie radcy ministra w ambasadzie w Paryżu. Od 2004 pracował w ministerstwie spraw zagranicznych, od 2006 w randze ambasadora. W 2008 objął stanowisko ambasadora Chorwacji w Berlinie. Po powrocie z placówki zaangażował się w działalność polityczną w ramach Chorwackiej Wspólnoty Demokratycznej, w 2014 został sekretarzem HDZ do spraw międzynarodowych. Od 2014 do 2015 jako szef sztabu wyborczego kierował zwycięską kampanią prezydencką Kolindy Grabar-Kitarović.
W wyborach w 2015 z listy HDZ uzyskał mandat posła do Zgromadzenia Chorwackiego. 22 stycznia 2016 objął urząd ministra spraw zagranicznych i europejskich w rządzie Tihomira Oreškovicia. W przedterminowych wyborach w tym samym roku z powodzeniem ubiegał się o poselską reelekcję. Stanowisko ministra zajmował do końca funkcjonowania gabinetu, tj. do 19 października 2016.
Miro Kovač jest żonaty, ma troje dzieci.